# Barbus olivaceus
Barbus olivaceus (tên tiếng Anh: Olive-green Ufipa Barb) là một loài cá vây tia trong họ Cyprinidae.
Nó chỉ được tìm thấy ở Tanzania.
Môi trường sống tự nhiên của nó là các con sông. Nó không được IUCN xem là loài bị đe dọa.